# Henryk Mania
Henryk Mania (ur. 17 stycznia 1923 w Rakoniewicach, zm. 13 kwietnia 2020 w Szczecinie) – polski robotnik, kolaborant III Rzeszy, więzień funkcyjny obozu zagłady w Chełmnie nad Nerem. W 2001 roku skazany na 8 lat więzienia za udział w funkcjonowaniu obozu. Pierwszy Polak skazany prawomocnym wyrokiem przez polski sąd za udział w zbrodniach nazistowskich w procesie, w którym oskarżycielem był prokurator z Instytutu Pamięci Narodowej.

## Życiorys

### Okres przedwojenny
Urodził się 17 stycznia 1923 roku w Rakoniewicach w rodzinie chłopskiej. Był synem Władysława i Agnieszki z Przymuszałów. Miał troje rodzeństwa: dwóch braci i siostrę.
Miał wykształcenie podstawowe, pracował jako pomocnik dekarza. Gdy nazistowskie Niemcy napadły na Polskę, terminował frezerstwo.

### Uwięzienie i praca w Sonderkommando Lange

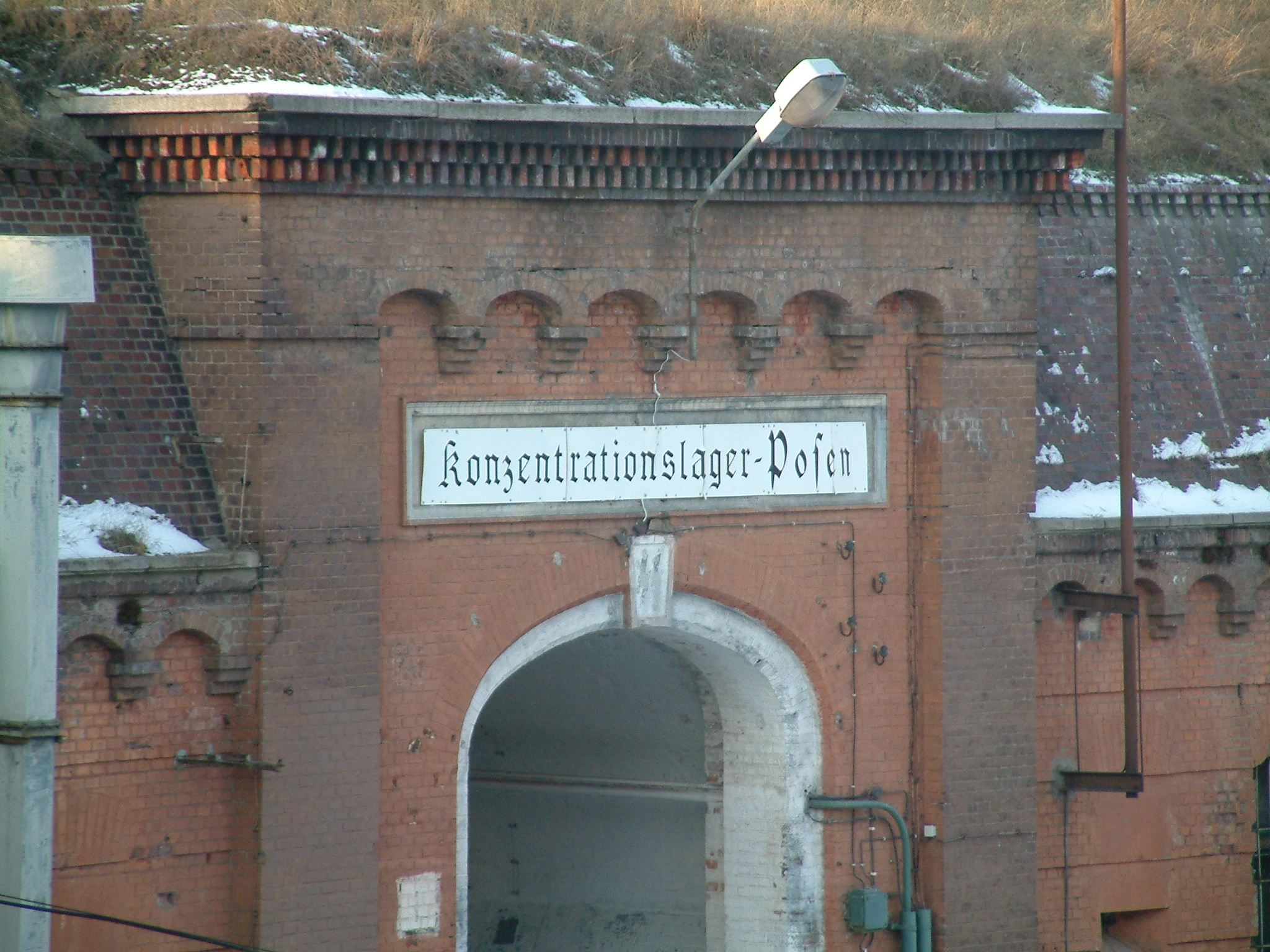
Brama Fortu VII w Poznaniu, gdzie więziony był Henryk Mania

Niespełna dwa tygodnie po rozpoczęciu okupacji został oskarżony o próbę otrucia niemieckiego żołnierza i aresztowany . Początkowo osadzono go w obozie w Wolsztynie, gdzie przez kilka tygodni pracował przymusowo przy naprawie dróg i torów kolejowych. Następnie wraz z grupą więźniów z Wolsztyna został przeniesiony do Fortu VII w Poznaniu. Większość jego towarzyszy wkrótce zmarła lub została zamordowana.
On sam wraz z kilkoma polskimi więźniami został przydzielony do Sonderkommando Lange, specjalnej jednostki SS dowodzonej przez SS-Untersturmführera Herberta Langego, której zadaniem była eksterminacja chorych psychicznie i niepełnosprawnych umysłowo w Kraju Warty. Gdy do Fortu VII przywożono transporty chorych, zadaniem jego i towarzyszy było prowadzenie ofiar do bunkra-komory gazowej, uszczelnianie jego drzwi, a na koniec – przenoszenie zwłok z bunkra na samochody . Eksperymenty z masowym mordowaniem przy użyciu tlenku węgla, które Lange prowadził w Forcie VII, trwały prawdopodobnie blisko miesiąc. Następnie Sonderkommando przystąpiło do eksterminacji pacjentów w różnych szpitalach i zakładach opiekuńczych na terenie Kraju Warty (Dziekance, Kościanie, Gostyninie, Kochanówce, Śremie i Warcie). Grupa polskich grabarzy, których miał do dyspozycji Lange liczyła trzynaście osób, aczkolwiek to ośmiu z nich – w tym Manię – esesmani najczęściej zabierali na akcje poza Poznaniem.
Na przełomie maja i czerwca 1940 roku Sonderkommando Lange zostało wysłane do obozu przejściowego w Działdowie. Esesmani zamordowali tam wtedy 1558 pacjentów szpitali psychiatrycznych z Prus Wschodnich. Mania wraz z dwunastoma towarzyszami pracował przy grzebaniu zwłok. Następnie Sonderkommando Lange na blisko rok zawiesiło działalność, a polskich grabarzy ponownie uwięziono w Forcie VII.
Po pewnym czasie Lange odwiedził ośmiu polskich więźniów w ich celi w Forcie VII i zauważywszy z niezadowoleniem ich zły stan fizyczny, dostarczył im dodatkową żywność tłumacząc, że muszą nabrać sił przed nowym zadaniem. W czerwcu 1941 roku reaktywowane Sonderkommando Lange wznowiło mordowanie chorych psychicznie na terenie Kraju Warty. Mania i jego towarzysze ponownie zostali zmuszeni do pracy w charakterze grabarzy.
We wrześniu tego roku, w związku z przerwaniem akcji T4 i rozpoczęciem przygotowań do „ostatecznego rozwiązania kwestii żydowskiej”, Sonderkommando zostało przeniesione do Konina. Jesienią 1941 roku w lasach między Niesłuszem a Rudzicą, a następnie w lasach Wygoda pod Kazimierzem Biskupim, jego członkowie mordowali Żydów z gett w powiecie konińskim, eksperymentując przy tym z różnymi metodami masowego mordu (m.in. z użyciem palonego wapna). Pod koniec października wysłani zostali do Kalisza, gdzie wymordowali pensjonariuszy żydowskiego domu starców. Podczas tych akcji Mania z towarzyszami zajmowali się kopaniem masowych grobów, grzebaniem zwłok ofiar oraz przeszukiwaniem ich ubrań w poszukiwaniu kosztowności. Następnie Sonderkommando z polskimi więźniami udało się do Chełmna nad Nerem, gdzie Lange przystąpił do organizowania stacjonarnego obozu zagłady.

### Kulmhof
Obóz zagłady w Chełmnie nad Nerem (Kulmhof) rozpoczął działalność 7 grudnia 1941 roku, wraz z przybyciem pierwszego transportu z Koła. Mania z siedmioma towarzyszami – Lechem Jaskólskim, Marianem Libeltem, Henrykiem Maliczakiem, Franciszkiem Piekarskim, Stanisławem Polubińskim, Kajetanem Skrzypczyńskim i Stanisławem Szymańskim został zakwaterowany na parterze zrujnowanego pałacu. Ich pierwszym zadaniem było wzniesienie ogrodzenia wokół budynku oraz budowa drewnianej rampy. Zajmowali się tym głównie Maliczak i Szymański, podczas gdy Mania i pozostała piątka pracowali przy kopaniu masowych grobów w Lesie Rzuchowskim. Esesmani nadali Mani przydomek „Heinrich młodszy” (w odróżnieniu od „Heinricha starszego” – Henryka Maliczaka).
Gdy w obozie rozpoczęto masową eksterminację Żydów, głównym zadaniem Mani stało się zbieranie pieniędzy i kosztowności, które ofiary musiały oddać w rzekomy „depozyt”, a następnie wydawanie im „pokwitowań”. Zajmował się również doprowadzaniem ofiar do piwnic pałacu, a jeśli stawiały opór – wraz z trzema towarzyszami wpychał je do mobilnych komór gazowych. Nierzadko posługiwał się przy tym pejczem. Miał także nadzorować zasypywanie zwłok. Po wojnie twierdził, że był świadkiem, jak do obozu przywieziono na śmierć transport czeskich dzieci ze spacyfikowanej wsi Lidice. Gdy w nocy z 15 na 16 maja 1942 roku z obozu uciekło sześciu Żydów, Mania z polskimi więźniami funkcyjnymi wziął udział w pościgu. Twierdził, że pełnił wtedy funkcję tłumacza, a grupa w której się znalazł, nie schwytała żadnego z uciekinierów.
Choć ośmioro Polaków formalnie było nadal więźniami, w praktyce uzyskali już w tym czasie status zbliżony do niewykwalifikowanych robotników (tzw. Hilfsarbeiter). Esesmani dopuszczali ich nawet do pewnej zażyłości. Nosili cywilne ubrania i mogli stosunkowo swobodnie poruszać się po okolicznych wsiach, gdzie utrzymywali relacje towarzyskie z miejscowymi Polakami. Zdarzało się, że Niemcy zabierali ich ze sobą na posiłki do restauracji. Za swoją pracę nie otrzymywali pieniędzy, lecz regularne przydziały wódki. Dodatkowym źródłem dochodów były należące do Żydów pieniądze i kosztowności, które kradli w tajemnicy przed Niemcami. Według powojennych zeznań jednego z esesmanów kilkukrotnie pozwolono im także wykorzystać seksualnie młode żydowskie kobiety wyciągnięte z transportów.
W obozie przebywał do 7 stycznia 1943. W czasie prac związanych z likwidacją obozu został przypadkowo postrzelony w nogę przez pijanego esesmana. Zabrano go do szpitala w Kole, skąd po zakończeniu leczenia został odesłany do Fortu VII w Poznaniu.

### Ostatni okres wojny
W listopadzie 1943 roku wraz z trzema towarzyszami z Kulmhofu – Lechem Jaskólskim, Henrykiem Maliczakiem i Kajetanem Skrzypczyńskim – został przydzielony do Sonderkommando Legath (znanego również jako Wetterkommando). Była to specjalna jednostka SS, która zacierała ślady zbrodni popełnionych przez Niemców w Kraju Warty. Zadaniem Mani i pozostałych Polaków było nadzorowanie około 50 żydowskich więźniów, którzy wykonywali prace związane z ekshumacją i paleniem zwłok. Ponadto pomagali wyszukiwać masowe groby, które w większości wypadków sami wykopali w latach 1940–1941. Wetterkommando zakończyło prace wiosną 1944 roku. Żydowscy więźniowie zostali wtedy rozstrzelani, natomiast Manię i pozostałych trzech Polaków odstawiono ponownie do Fortu VII, skąd zostali później wywiezieni do obozu karno-śledczego w Żabikowie.
Następnie, w transporcie z 23 czerwca 1944 roku, Mania został wywieziony do KL Auschwitz. Piotr Litka i Grzegorz Pawlikowski podają, że nie otrzymał numeru obozowego i prawdopodobnie nie był nawet traktowany jako więzień. Odmienną informację podaje Patrick Montague, według którego Mania otrzymał w Auschwitz obozowy numer 189 229.
Już 4 lipca 1944 roku został przeniesiony do KL Mauthausen w Austrii. Otrzymał tam numer obozowy 78 441. Po pięciu dniach został przeniesiony do jednego z podobozów (Linz III), gdzie doczekał wyzwolenia przez wojska amerykańskie.
Był jednym z czterech polskich więźniów funkcyjnych z obozu zagłady Kulmhof, którym udało się przeżyć wojnę.

### Losy powojenne
Podczas śledztwa dotyczącego obozu w Chełmnie prowadzonego w 1945 roku przez Władysława Bednarza świadkowie zeznali, że Mania był jednym z polskich robotników pracujących w obozie. Śledczy dysponowali również zdjęciami robotników zabezpieczonymi przez Milicję Obywatelską .
Tymczasem Mania po wyzwoleniu wrócił do rodzinnego Wolsztyna. Wkrótce jednak mieszkańcy miasta – byli więźniowie Fortu VII zaczęli rozgłaszać, że przeżył uwięzienie dzięki kolaboracji z Niemcami. W tej sytuacji przeprowadził się do Poznania, a następnie do Szczecina.
W Szczecinie założył rodzinę (miał syna i córkę). Został zatrudniony w Miejskim, a następnie Rejonowym Przedsiębiorstwie Wodociągów i Kanalizacji. W 1957 roku został przeniesiony do rezerwy w stopniu szeregowca. Był cenionym i wielokrotnie nagradzanym pracownikiem. 22 lipca 1959 roku odznaczono go Brązowym Krzyżem Zasługi, otrzymał także odznakę „Zasłużony Przodownik Pracy Socjalistycznej”. 1 stycznia 1982 roku przeszedł na emeryturę. Mimo iż w czasie okupacji był więziony w różnych więzieniach i obozach, nigdy nie ubiegał się o świadczenia przysługujące ofiarom represji hitlerowskich.
Tymczasem w 1949 roku pewien mieszkaniec Kalisza, który w czasie wojny pracował jako kierowca w Kole, spotkał się w Poznaniu ze swoim nowym kontrahentem, noszącym nazwisko Mania. Indagowany przez kaliszanina kontrahent zaprzeczył, aby w czasie wojny przebywał w Kole. Ten pierwszy nabrał jednak podejrzeń i złożył doniesienie na milicji. Dochodzenie pozwoliło ustalić, że wystąpiła przypadkowa zbieżność nazwisk, niemniej po raz pierwszy zwróciło uwagę organów ścigania na osobę właściwego Henryka Mani. W 1953 roku wszczęto dochodzenie w sprawie jego wojennej działalności, jednakże po trzech latach śledczy doszli do wniosku, że nie ma wystarczających dowodów na jego kolaborację z Niemcami. W 1957 roku ustalono, że znajdował się w załodze obozu Kulmhof, kilku świadków złożyło także obciążające go zeznania. Niemniej sprawę ostatecznie odłożono ad acta.
W 1962 roku korespondentka czechosłowackiego dziennika „Rudé právo” Maria Kočikova wystąpiła do polskiej milicji o zgodę na przeprowadzenie wywiadów z Manią i Henrykiem Maliczakiem. Wywiady, które dotyczyły mordu na dzieciach z Lidic, przeprowadzono w sierpniu 1962 roku w obecności funkcjonariusza milicji (ich teksty się nie zachowały), artykuły zawierające materiały z rozmów ukazały się w numerach dziennika z 26 stycznia i 2 lutego 1963 roku . Sprawa ta ponownie pobudziła zainteresowanie organów ścigania. 14 listopada 1963 roku Służba Bezpieczeństwa w Poznaniu wszczęła dochodzenie przedśledcze o przestępstwo z tzw. dekretu sierpniowego . Dotyczyło ono działalności Mani, Maliczaka i innych polskich robotników w obozie Kulmhof. Mania i Maliczak zostali przesłuchani. Ostatecznie 14 kwietnia 1964 roku oficer śledczy SB podjął decyzję o umorzeniu śledztwa, która została następnie podtrzymana postanowieniem Prokuratora Wojewódzkiego w Poznaniu, 30 kwietnia 1964 roku . Uzasadnieniem takiej decyzji był upływ czasu, zgony wielu świadków lub brak możliwości ich przesłuchania, gdyż ci wyjechali do Izraela (dotyczyło to m.in. Mordechaja Żurawskiego, Mordechaja Podchlebnika i Szymona Srebrnika), oraz brak znamion przestępstwa.
W 1967 roku Mania został ponownie przesłuchany, tym razem w związku z dochodzeniem prowadzonym w sprawie eksterminacji chorych psychicznie w Kraju Warty. Kolejny raz przesłuchano go w lutym 1977, tym razem przedmiotem zainteresowania śledczych było jego aresztowanie i uwięzienie w Wolsztynie na początku okupacji.

### Proces i skazanie
28 sierpnia 1991 roku Główna Komisja Badania Zbrodni przeciwko Narodowi Polskiemu – Instytut Pamięci Narodowej wszczęła dochodzenie w sprawie działalności polskich więźniów funkcyjnych w obozie zagłady Kulmhof. 4 kwietnia 1995 roku Mania towarzyszył śledczym podczas wizji lokalnej na terenie byłego obozu zagłady . Śledztwo ponownie zostało zawieszone 26 stycznia 1999 roku, co tłumaczone było względami proceduralnymi. Śledztwo ponownie podjęto 1 września 2000 roku .
Dopiero 2 listopada 2000 roku Henryk Mania został zatrzymany przez policję na jednym ze szczecińskich cmentarzy, a następnego dnia Sąd Rejonowy w Poznaniu zastosował wobec Mani środek zapobiegawczy w postaci tymczasowego aresztowania. Mania został osadzony w areszcie w Poznaniu. 16 marca 2001 roku prokurator Instytutu Pamięci Narodowej – Oddziałowej Komisji Ścigania Zbrodni przeciwko Narodowi Polskiemu w Poznaniu Zygmunt Kacprzak skierował akt oskarżenia przeciwko Mani, zarzucając mu, na podstawie dekretu sierpniowego, współudział w ludobójstwie, w tym bicie uwięzionych, odbieranie im kosztowności, odzieży i przedmiotów osobistych oraz wprowadzanie ich do komór gazowych . Oskarżony nie przyznał się do winy, twierdząc, że był więźniem, a niemieckie rozkazy wykonywał w obawie o życie swoje i rodziny. Zaprzeczał również, jakoby używał wobec więźniów przemocy fizycznej. Według jego zeznań do jego zadań należało przeszukiwanie ciał ofiar oraz zwożenie drewna potrzebnego do palenia zwłok w Lesie Rzuchowskim . Przyznawał również, że więźniowie funkcyjni nosili na sobie odzież zrabowaną Żydom, m.in. odebrane im zegarki .
6 lipca 2001 roku Sąd Okręgowy w Koninie uznał Manię winnym zarzucanego mu czynu i skazał go na 8 lat pozbawienia wolności . Od orzeczenia apelacje wnieśli prokurator oraz obrońca. Sąd Apelacyjny w Poznaniu utrzymał zaskarżony wyrok w mocy. Obrońca wniósł następnie kasację do Sądu Najwyższego, który także utrzymał wyrok w mocy. Ze względu na pogarszający się stan zdrowia Mani zadecydowano o odroczeniu wykonania kary. Rodzina i obrońcy oskarżonego interweniowali m.in. u Rzecznika Praw Obywatelskich, wielokrotnie występowali także do Prezydenta RP Aleksandra Kwaśniewskiego z prośbą o ułaskawienie . Był to pierwszy prawomocny wyrok, w którym oskarżycielem był prokurator pionu śledczego Instytutu Pamięci Narodowej.
W związku z tym, że skazany nie stawił się do odbycia kary, 1 grudnia 2005 roku Mania został zatrzymany i osadzony w areszcie w Szczecinie, według opinii jednego z przełożonych jako osadzony nie sprawiał problemów wychowawczych i dużo się modlił . 13 stycznia 2006 roku sąd zasądził przerwę w odbywaniu kary do czasu ustania przeszkód zdrowotnych . Mania został zobowiązany przez sąd do systematycznego dostarczania zaświadczeń od lekarza o stanie jego zdrowia, do więzienia nie powrócił.
Henryk Mania zmarł 13 kwietnia 2020 roku, a 3 dni później pochowany został na Cmentarzu Centralnym w Szczecinie .
Zeznania złożone przez Manię podczas przesłuchań w latach 60. i 2000 zostały opublikowane po raz pierwszy dopiero w wydanej w 2014 roku pracy Patricka Montague’a Chełmno. Pierwszy nazistowski obóz zagłady.

## Odniesienia w kulturze
W 2003 roku artysta Rafał Jakubowicz namalował obraz Henryk M. z serii Zugzwang, będący monochromatycznym portretem Mani. Seria obrazów odnosi się do historii obozu zagłady w Chełmnie nad Nerem, a portret Mani ma nawiązywać do wydanego w lutym 2002 roku wyroku poznańskiego sądu.